# Église de Rovaniemi
L'église de Rovaniemi (en finnois : Rovaniemen kirkko) est une église en pierre située  à Rovaniemi en Finlande.

## Présentation
L'église précédente est détruite le 16 octobre 1944, durant la Guerre de Laponie.
L’église actuelle conçue par Bertel Liljequist est terminée en 1950.
Elle offre 850 places assises.
Une marque spécifique de l'église est la croix sur le toit illuminée de lumière rouge.

## Décoration intérieure

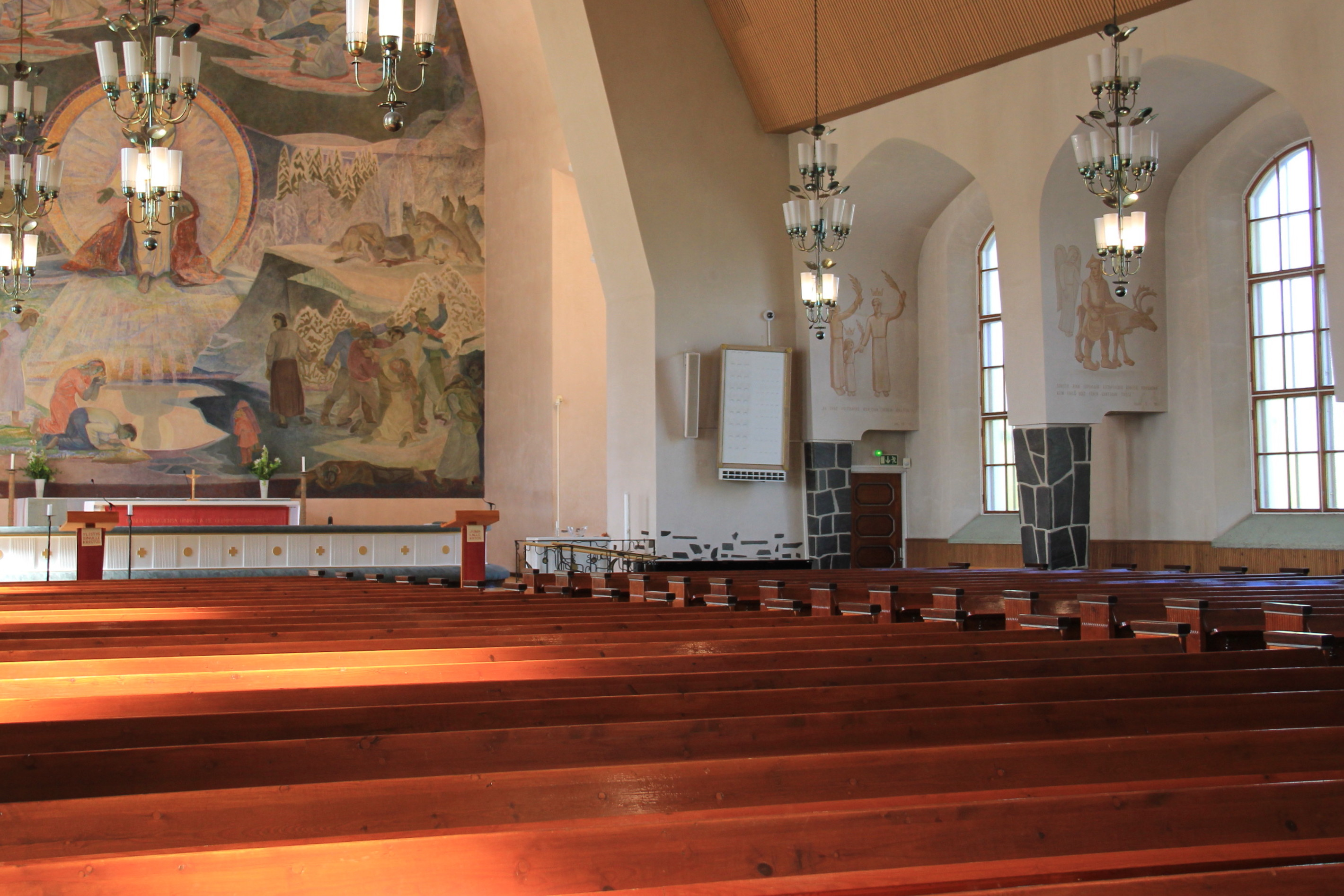
L'intérieur.

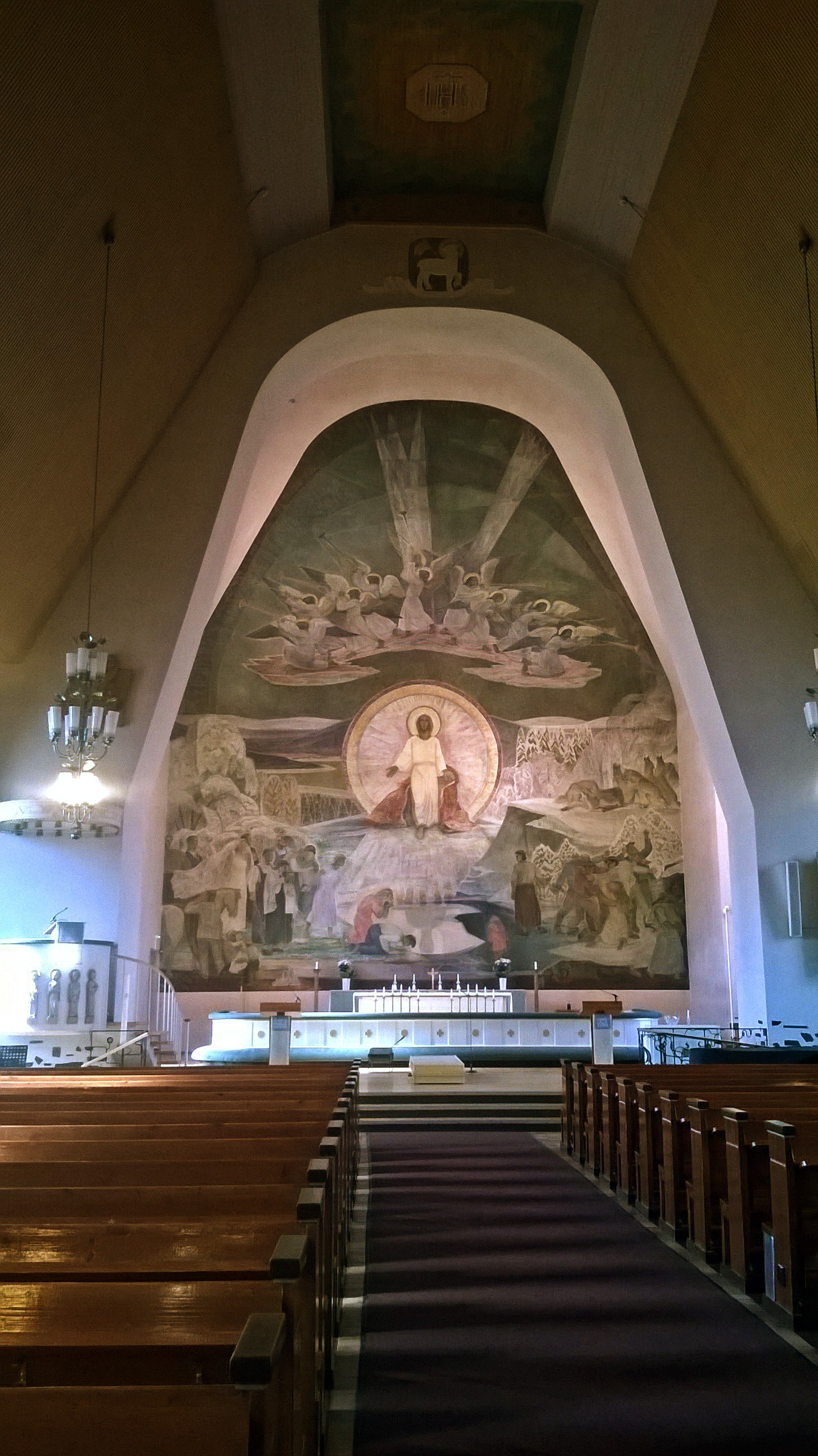
La source de la vie de Lennart Segerstråle.

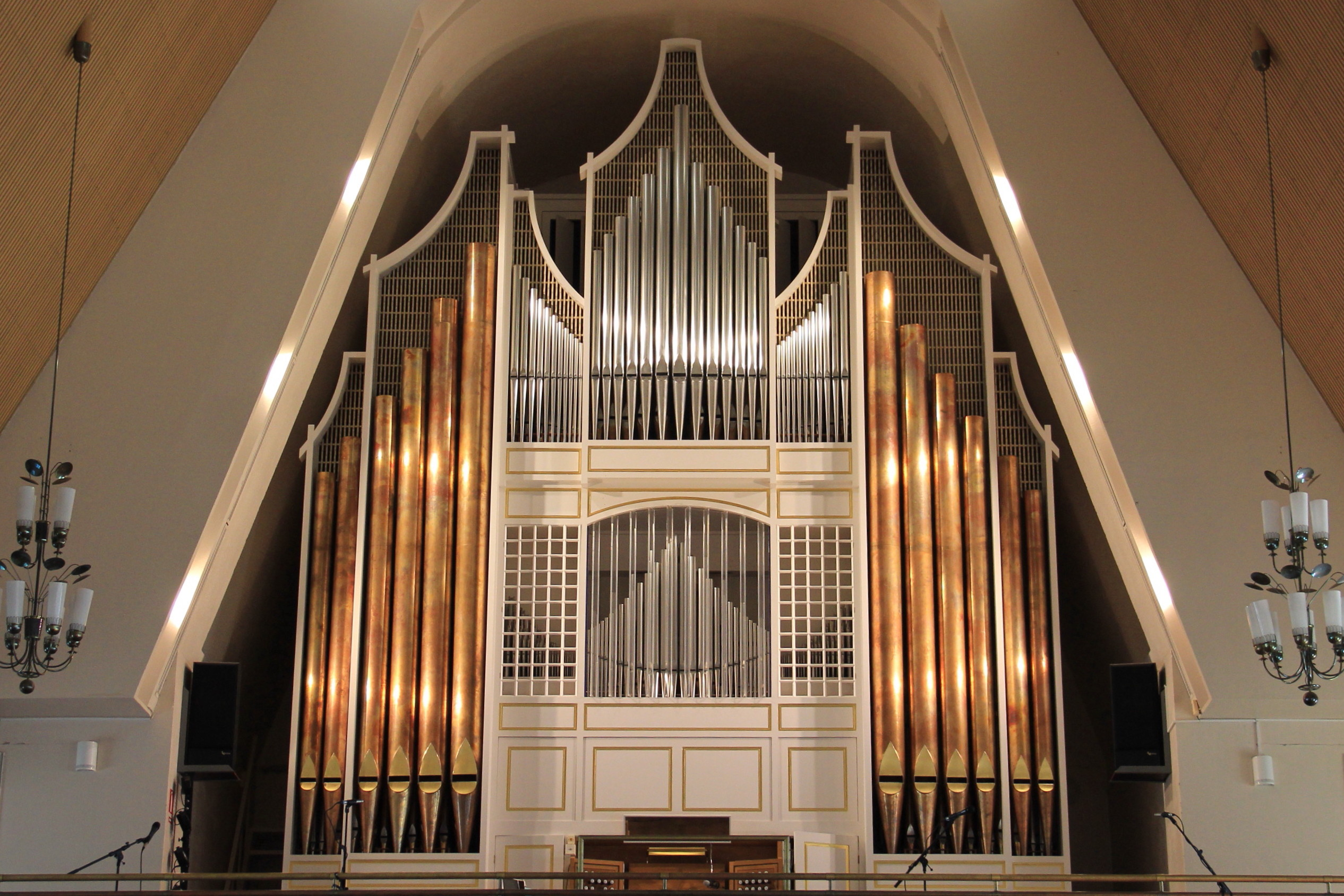
L'orgue.

La décoration intérieure de l'église, les peintures murales et les vitraux sont de Antti Salmenlinna. Les motifs de décoration sont basés sur la vie quotidienne traditionnelle du nord de la Finlande. Dans les peintures murales, le mouton de la Bible a été remplacé par un renne.

## La fresque de l'autel
En 1951, le professeur Lennart Segerstråle a créé la grande fresque de l'autel de 14 mètres de haut. L'œuvre s'appelle La source de la vie (finnois : Elämän lähde).
L'esquisse de la fresque a été achevée avant la guerre en 1936 et elle est proposée pour la première fois à l'église de Rajamäki.

## Orgue
L'orgue à 45 jeux est de la fabrique d'orgues Christensen.